# Cecilie Bjerre
Cecilie Sofie Bjerre (født 8. juli 2001) i Kiel, Tyskland er en dansk håndboldspiller, der spiller for den danske klub Nykøbing Falster Håndboldklub. Hun er datter af den tidligere danske landsholdsspiler Morten Bjerre.

## Karriere
Bjerre debuterede på seniorniveau for Gudme HK som 17-årig i 1. division. Efter en knæskade i sæsonen 2019/20 skiftede hun til SønderjyskE Håndbold i 2020. Efter blot en enkelt sæson blev Bjerre præsenteret i den svenske klub Lugi HF, hvor hun i sin første sæson blev den sjette mest scorende spiller i den svenske liga med 111 mål. I 2023 vendte Bjerre tilbage til Danmark i 2023 for at spille for den danske ligaklub Ringkøbing Håndbold, hvor hun blev en stor profil. I december 2024 blev det annonceret, at Bjerre har underskrevet en toårig kontrakt med Nykøbing Falster Håndboldklub gældende fra sommeren 2025.
Hun har repræsenteret Danmark på ungdomsniveau med 21 kampe og 35 mål for U17-landsholdet samt fem kampe og 11 mål for U20-landsholdet. I 2025 blev hun indlemmet som en del af den danske udviklingstrup. Lars Jørgensen udtalte: "Hun har et interessant skudpotentiale og kan lukke et forsvar op langt udefra. Hun er en sjælden type i Danmark med en meget tydelig spidskompetence, som vi glæder os til at videreudvikle".